# 121505 Andrewliounis
121505 Andrewliounis è un asteroide della fascia principale. Scoperto nel 1999, presenta un'orbita caratterizzata da un semiasse maggiore pari a 2,7985125 UA e da un'eccentricità di 0,0844447, inclinata di 4,47334° rispetto all'eclittica.